# Éclipse lunaire du 7 septembre 2006
| Éclipse partielle de Lune du 7 septembre 2006                                                                                            | Éclipse partielle de Lune du 7 septembre 2006 |
| --- | --------------------------------------------- |
| Depuis Bucarest (Romanie), 18 h 37 UTC.                                                                                                  |                                               |
| Schéma de l'évolution de l'éclipse, tandis que la Lune passe de droite (Ouest) à gauche (Est) dans la partie Sud de l'ombre de la Terre. |                                               |
| Gamma | -0,9261                                       |
| Magnitude | 0,1897                                        |
| Localisation | Asie et Est de l'Afrique                      |
| Saros (membre de la série) | 118 (51 sur 74)                               |
| Durée (h:min:s) |                                               |
| Phases partielles | 1 h 32 min 38 s                               |
| Phases pénombrales | 4 h 17 min 57 s                               |
| Contacts (UTC) |                                               |
| P1 | 16:42:23                                      |
| U1 | 18:05:03                                      |
| Maximum | 18:51:21                                      |
| U4 | 19:37:41                                      |
| P4 | 21:00:20                                      |
| |                                               |

L’éclipse lunaire du 7 septembre 2006 est une éclipse lunaire partielle.

## Caractéristiques
- Magnitude pénombrale : 1,1579
- Magnitude ombrale : 0,1897

## Visibilité
L'éclipse fut visible en totalité en Asie (hors Japon et est de la Russie), à l'Ouest de l'Australie et dans l'Est de l'Afrique. Elle fut visible pendant le lever de la Lune au Japon, à l'Est de la Russie et de l'Australie et dans l'océan Pacifique Ouest, et pendant le coucher de la Lune en Europe et dans l'Ouest de l'Afrique.